# 1889年ウィンブルドン選手権
1889年 ウィンブルドン選手権（1889ねんウィンブルドンせんしゅけん、The Championships, Wimbledon 1889）に関する記事。イギリス・ロンドン郊外にある「オールイングランド・ローンテニス・アンド・クローケー・クラブ」にて開催。

## 大会の流れ
- 男子シングルスは1878年、女子シングルスは1886年から「チャレンジ・ラウンド」（Challenge Round, 挑戦者決定戦）と「オールカマーズ・ファイナル」（All-Comers Final）方式で優勝を決定していた。大会前年度優勝者を除く選手は「チャレンジ・ラウンド」に出場し、前年度優勝者への挑戦権を争う。前年度優勝者は、無条件で「オールカマーズ・ファイナル」に出場できる。チャレンジ・ラウンドの勝者と前年度優勝者による「オールカマーズ・ファイナル」で、当年度の選手権優勝者を決定した。
- この年は、女子シングルスの前年度優勝者ロッティ・ドッドが欠場した。前年度優勝者が出場しなかった場合は「オールカマーズ・ファイナル」がなくなるため、チャレンジ・ラウンドの決勝結果を優勝記録表に掲載する。
- 初期の女子シングルスでは、チャレンジ・ラウンドにエントリーする選手が少なく、この年は6名のみだった。
- 初期のウィンブルドン選手権のように、外国人出場者が少なかった時期は、地元イギリス人選手の国旗表示を省略する。

## 大会前年度優勝者
- 男子シングルス：アーネスト・レンショー
- 女子シングルス：ロッティ・ドッド　［大会不参加］
- 男子ダブルス：ウィリアム・レンショー＆アーネスト・レンショー

## 男子シングルス

### チャレンジラウンド
準々決勝
- ウィロビー・ハミルトン vs. アーネスト・ルイス　4-6, 7-5, 6-3, 5-7, 6-4
- ハリー・バーロウ vs. ジョージ・ヒルヤード　7-5, 6-2, 6-4
- ウィリアム・レンショー vs.  マンリフ・グッドボディ　7-5, 6-4, 6-4
- ハーバート・ローフォード vs. A・G・ジッフォ　6-3, 6-2, 6-1

準決勝
- ハリー・バーロウ vs.  ウィロビー・ハミルトン　3-6, 6-3, 2-6, 6-3, 6-3
- ウィリアム・レンショー vs. ハーバート・ローフォード　7-5, 5-7, 6-3, 6-2

決勝
- ウィリアム・レンショー vs. ハリー・バーロウ　3-6, 5-7, 8-6, 10-8, 8-6

### オールカマーズ決勝
- ウィリアム・レンショー vs. アーネスト・レンショー　6-4, 6-1, 3-6, 6-0　（W・レンショーが本大会の優勝者になる）

## 女子シングルス

### チャレンジラウンド
1回戦
- レナ・ライス　試合なし → 準決勝へ
- メイ・ジャックス vs. メアリー・スティードマン　6-4, 6-2
- ブランチ・ビングリー・ヒルヤード vs.  アニー・ライス　6-3, 6-0
- バーサ・スティードマン　試合なし → 準決勝へ

準決勝
- レナ・ライス vs. メイ・ジャックス　6-2, 6-0
- ブランチ・ビングリー・ヒルヤード vs. バーサ・スティードマン　8-6, 6-1

決勝
- ブランチ・ビングリー・ヒルヤード vs.  レナ・ライス　4-6, 8-6, 6-4　（ここで優勝決定。ビングリー・ヒルヤードが本大会の優勝者になる）

## 決勝戦の結果
男子シングルス
- ウィリアム・レンショー vs. アーネスト・レンショー　6-4, 6-1, 3-6, 6-0　［オールカマーズ決勝］

女子シングルス
- ブランチ・ビングリー・ヒルヤード vs. レナ・ライス　4-6, 8-6, 6-4　［チャレンジラウンド決勝］

男子ダブルス
- ウィリアム・レンショー＆アーネスト・レンショー vs. ジョージ・ヒルヤード＆アーネスト・ルイス　6-4, 6-4, 3-6, 0-6, 6-1　［オールカマーズ決勝］